# 와카마쓰역
와카마쓰역(일본어: 若松駅은 일본 후쿠오카현 기타큐슈시 와카마쓰구에 위치한 규슈 여객철도 지쿠호 본선의 철도역이다.

## 이용 현황
| 승차 인원 추이 | 승차 인원 추이 |
| 연도           | 1일 평균       |
| -------------- | -------------- |
| 2000           | 1,621          |
| 2001           | 1,201          |
| 2002           | 1,551          |
| 2003           | 1,521          |
| 2004           | 1,506          |
| 2005           | 1,437          |
| 2006           | 1,426          |
| 2007           | 1,381          |
| 2008           | 1,359          |
| 2009           | 1,306          |
| 2010           | 1,311          |
| 2011           | 1,345          |
| 2012           | 1,358          |
| 2013           | 1,390          |

## 역 주변
- 와카마쓰 시민회관
- 기타큐슈시립 와카마쓰 도서관
- 와카토 대교
- 와카마쓰 구청
- 국도 제199호선
- 국도 제495호선

## 역사
- 1891년 8월 30일 : 지쿠호 흥업 철도, 와카마쓰 - 노가타 간 개설에 수반해 이 역 개업.
- 1893년 4월 6일 : 여기까지 노가타 정에 있던 지쿠호 흥업 철도 본사를 와카마쓰 정으로 이전.
- 1894년 8월 15일 : 지쿠호 철도로 사명 변경.
- 1897년 10월 1일 : 지쿠호 철도를 규슈 철도(초대)가 매수.
- 1904년 10월 25일 : 현재 위치로 역 이전.
- 1907년 7월 1일 : 규슈 철도(초대)가 국유화되어, 제국 철도청이 이관. 지쿠호 본선의 역이 된다.
- 1911년 12월 23일 : 일등역으로 지정되었다.
- 1920년 8월 : 신 역사 완성.
- 1930년 7월 28일 : 겐트리 크레인 설치.
- 1935년 9월 21일 : 자동 신호기 사용 개시.
- 1936년 5월 : 와카마쓰 시영 궤도와 연락 운송 개시.
- 1941년 : 화물 취급량이 전국 1위가 된다. 2위는 현) 신일본 제철 도바타 공장내의 역.
- 1970년 : 겐트리 크레인 사용 금지.
- 1982년 11월 : 화물 수송 폐지.
- 1984년 3월 24일 : 신 역사 완성. 인접했던 구 역사를 해체.
- 1987년 4월 1일 : 일본국유철도 분할 민영화에 의해, 규슈 여객철도가 승계.
- 2009년 3월 1일 : IC카드 스고카의 이용을 개시.

## 인접 역
| 지쿠호 본선 | 지쿠호 본선   | 지쿠호 본선          |
| ----------- | ------------- | -------------------- |
| 시·종착역   | ■ 와카마쓰 선 | 후지노키 오리오 방면 |